# Carla Beurskens

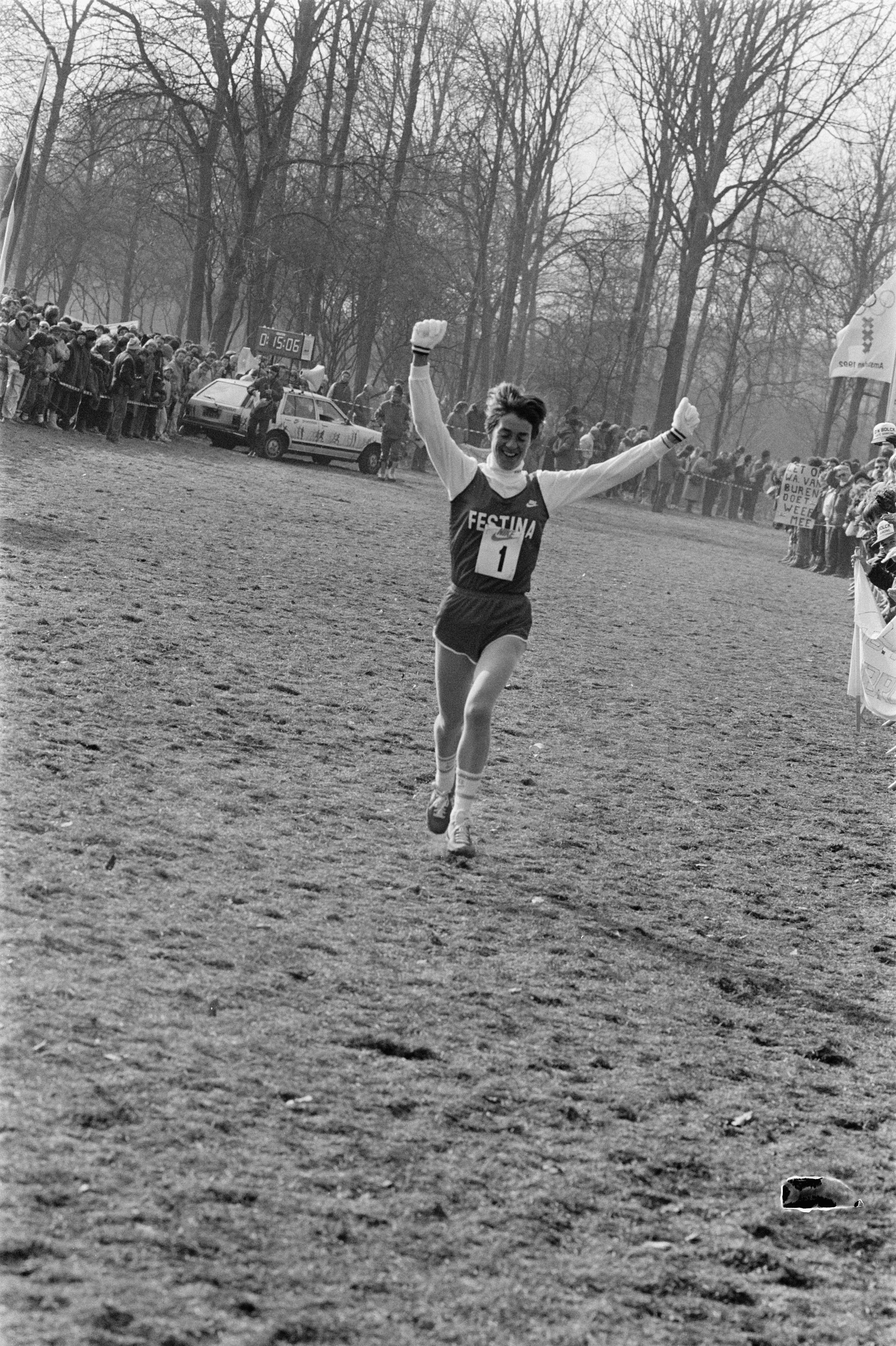
Carla Beurskens snelt naar haar zesde veldlooptitel in 1986.

Carolina Alwina Hubertina (Carla) Roemerman-Beurskens (Tegelen, 10 februari 1952) was vanaf het eind van de jaren zeventig tot ver in de jaren negentig van de 20e eeuw een vooraanstaande Nederlandse atlete op alle afstanden vanaf 3000 m tot en met de marathon. Op dit laatste nummer was ze zelfs geruime tijd toonaangevend. Zij nam tweemaal deel aan de Olympische Spelen, maar speelde bij die gelegenheden geen rol van betekenis.

## Biografie

### Succesvolste Nederlandse atlete aller tijden
Hoezeer Beurskens alle aspecten van het metier beheerste, blijkt uit de verdeling van de drieëntwintig nationale titels die zij gedurende haar lange carrière in de wacht sleepte: drie op indoor- en vijf op outdoorbanen, negen op de weg en zes op de veldloop. Zij is op de lange afstanden verreweg de meest succesvolle Nederlandse atlete ooit.
De lengte van haar atletiekcarrière in ogenschouw nemend kwam Carla Beurskens slechts op een relatief gering aantal grote kampioenschapstoernooien voor Nederland uit. Tweemaal nam zij deel aan Olympische Spelen (in 1984 en 1988), driemaal aan Europese en eenmaal aan wereldkampioenschappen. Om uiteenlopende redenen waren er voor haar op die toernooien geen grootse daden weggelegd. Nooit reikte ze hoger dan de vijfde plaats op de marathon tijdens de Europese kampioenschappen 1982 in Athene.

### Grote marathons
Beter verging het Beurskens op de marathons van verschillende grote wereldsteden. Zo is zij, op de Keniase atlete Tegla Loroupe na, de enige die de marathon van Rotterdam bij de vrouwen meer dan eens heeft gewonnen. En dat terwijl zij kort na haar eerste overwinning in 1984 verklaarde dat zij Rotterdam voortaan links zou laten liggen, tenzij men de situatie voor vrouwelijke deelnemers drastisch zou verbeteren. In 1990 voldeden de omstandigheden blijkbaar beter aan de voorwaarden van de Limburgse, want ze trad er opnieuw aan en ging weer met de winst strijken. Daarbij was zij de eerste vrouw die in Rotterdam een tijd binnen de twee en een half uur realiseerde: 2:29.47.
In 1986 had Beurskens willen deelnemen aan de marathon van Londen, maar een startverbod, haar opgelegd door de KNAU, verhinderde dat. Men wilde haar een week voorafgaand aan de marathon van Rotterdam geen toestemming geven, ter bescherming van het Nederlands kampioenschap dat daar plaatsvond. Prompt koos Beurskens voor de marathon van Boston, die acht dagen na Rotterdam werd gehouden. Daar had zij zich ingeschreven onder de naam Sue Whitemouth, zodat zij als vedette geen moment door buitenstaanders gestoord zou worden. Ze had zich prima voorbereid en wilde goed voor de dag komen. In Boston daalde het parcours echter eerst sterk, om vervolgens heuvelopwaarts te voeren. Na 10 km lag ze daardoor al 2 minuten voor op haar schema, dat op een eindtijd van 2:20 was gericht. Ze liep aanvankelijk ook in op de Noorse koploopster Ingrid Kristiansen. Het tweede, heuvelopwaartse stuk verwoestte echter veel van haar krachten, waardoor zij uiteindelijk in 2:27.35 als tweede bij de vrouwen finishte. Kristiansen won in 2:24.55.
Carla Beurskens liep haar persoonlijk en tevens nationale record van 2:26.34 op 15 november 1987 in de marathon van Tokio, waar ze als tweede eindigde achter drievoudig winnares Katrin Dörre uit Oost-Duitsland. Het zou dertien jaar als Nederlands record overeind blijven. Pas in 2003 werd dit door Lornah Kiplagat in de New York City Marathon naar 2:23.43 teruggebracht. Verder schreef zij overwinningen op de marathon op haar naam in het Japanse Nagoya in 1987, in een, gezien de omstandigheden (onderweg enkele sneeuwbuien), uitstekende 2:28.27, in Eindhoven in 1995 en in Enschede in 1997.

### Honolulu
Voor altijd zal Beurskens’ naam echter verbonden blijven aan de marathon van Honolulu op Hawaï. Van de tien keer dat zij daar aan de start verscheen, ging ze acht keer met de hoogste eer strijken. De eerste keer liep ze er in 1985. De uitnodiging voor deze wedstrijd ging vergezeld van een tweeweeks vakantieaanbod. Zonder volledige voorbereiding nam ze deel en prompt won ze. Vervolgens werd haar zegereeks op Hawaï tot en met 1994 slechts in 1988 en 1991 onderbroken. Met haar acht overwinningen is zij er de meest succesvolle marathonloopster ooit. Door de wedstrijdorganisatie wordt ze tegenwoordig als eregast voor de wedstrijd uitgenodigd.

## Nederlandse kampioenschappen
Outdoor
| Onderdeel                 | Jaar                               |
| ------------------------- | ---------------------------------- |
| 3000 m                    | 1977, 1981                         |
| 5000 m                    | 1981, 1982                         |
| 10 000 m                  | 1981                               |
| 15 km                     | 1981, 1982, 1986, 1987, 1988       |
| halve marathon            | 1992                               |
| marathon                  | 1981, 1994, 1995                   |
| veldlopen (lange afstand) | 1980, 1981, 1982, 1984, 1985, 1986 |

Indoor
| Onderdeel | Jaar             |
| --------- | ---------------- |
| 3000 m    | 1979, 1980, 1981 |

## Persoonlijke records
Baan
| Onderdeel | Prestatie        | Datum           | Plaats  |
| --------- | ---------------- | --------------- | ------- |
| 3000 m    | 9.08,32          | 2 augustus 1982 | Pescara |
| 5000 m    | 15.46,20 (ex-NR) | 27 juni 1985    | Oslo    |
| 10.000 m  | 32.28,28 (ex-NR) | 27 juli 1985    | Oslo    |

Weg
| Onderdeel      | Prestatie       | Datum             | Plaats       |
| -------------- | --------------- | ----------------- | ------------ |
| 15 km          | 48.36           | 9 november 1986   | Lissabon     |
| halve marathon | 1:08.56 (ex-NR) | 21 september 1986 | Grevenmacher |
| 25 km          | 1:27.10 (ex-NR) | 7 mei 1989        | Berlijn      |
| marathon       | 2:26.34 (ex-NR) | 15 november 1987  | Tokio        |

## Palmares

### marathon
- 1981:  NK in Kijkduin - 2:42.56 (1e overall)
- 1982:  marathon van Osaka - 2:34.14
- 1982: 9e New York City Marathon - 2:35.37
- 1982: 5e EK - 2:39.23
- 1983: 17e WK - 2:39.25
- 1984:  marathon van Parijs - 2:32.53
- 1984:  marathon van Rotterdam - 2:34.56
- 1984: 22e OS - 2:37.51
- 1985: 4e Chicago Marathon - 2:27.50 (NR)
- 1985:  marathon van Frankfurt - 2:28.37
- 1985:  marathon van Osaka - 2:31.11
- 1985:  marathon van Honolulu - 2:35.51
- 1986:  Boston Marathon - 2:27.35
- 1986:  marathon van Honolulu - 2:31.02
- 1986: 7e EK - 2:39.05
- 1987:  marathon van Tokio - 2:26.34 (NR)
- 1987:  marathon van Nagoya - 2:28.27
- 1987:  marathon van Honolulu - 2:35.11
- 1988:  marathon van Nagoya - 2:28.58
- 1988: 34e OS - 2:37.52
- 1989:  Chicago Marathon - 2:30.24
- 1989:  marathon van Honolulu - 2:31.50
- 1990:  marathon van Rotterdam - 2:29.47
- 1990:  marathon van Berlijn - 2:30.00
- 1990:  marathon van Honolulu - 2:33.34
- 1992:  marathon van Honolulu - 2:32.13
- 1993: 5e marathon van Nagoya - 2:30.10
- 1993:  marathon van Amsterdam - 2:31.48
- 1993:  marathon van Honolulu - 2:32.20
- 1994:  NK in Rotterdam - 2:29.43 (3e overall)
- 1994:  marathon van Honolulu - 2:37.06
- 1995:  NK in Rotterdam - 2:32.39 (3e overall)
- 1995:  marathon van Eindhoven - 2:35.16
- 1997:  marathon van Enschede - 2:37.20

### overige overwinningen
- Warandeloop: 1977,1978,1979
- Abdijcross: 1979
- Mastbosscross: 1980
- City-Pier-City Loop: 1984, 1985, 1986, 1990
- 20 van Alphen (15 km): 1984, 1985, 1986, 1987, 1990
- halve marathon van Milaan: 1985
- Greifenseelauf: 1985
- Route du Vin: 1986
- Dam tot Damloop: 1986, 1988, 1989
- halve marathon van Egmond: 1986, 1990
- Zevenheuvelenloop: 1989, 1990
- Grand Prix von Bern: 1990
- Trosloop: 1990, 1992
- 4 Mijl van Groningen: 1992
- Parelloop: 1993
- Zuidersterloop: 1995
- Oostende-Brugge Ten Miles: 1997
- Groet Uit Schoorl (21,1 km): 1998, 1999
- Peter Rusmanloop: 1999
- Hardloop4daagse (100 km): 2005, 2006, 2009
- Marikenloop: 2006
- NK halve marathon (Onderdijk): 1992

## Onderscheidingen
- KNAU-atlete van het jaar - 1982, 1985